# 1682
1682 (MDCLXXXII) byl rok, který dle gregoriánského kalendáře započal čtvrtkem.

## Události
- 9. dubna - Francouzský cestovatel a objevitel René Robert Cavelier de La Salle prohlásil oblast kolem řeky Mississippi za majetek francouzské koruny a pojmenoval území podle krále Ludvíka XIV. Louisianou.[1]
- 12. prosince - William Penn založil kvakerskou kolonii na území, které obdržel od krále Karla II. místo 16,000 liber, které král dlužil Pennové rodině. Tuto oblast nazval Pensylvánie.[2]
- Petr Veliký se stal ruským carem.
- Cestovatel René Robert Cavelier de La Salle požaduje pro Francii celé údolí řeky Mississippi.
- Francouzský král Ludvík XIV. se přestěhoval se svým dvorem z Paříže do nového sídla Versailles.

### Probíhající události
- 1652–1689 – Rusko-čchingská válka

## Vědy a umění
- J. J. Becher získává při suché destilaci uhlí svítiplyn

## Narození
Česko
- 20. června – Eleonora Amálie ze Schwarzenberka, česká šlechtična († 1741)
- 20. července – Michal Bedřich z Althanu, rakouský kardinál původem z Čech († 20. června 1734)
- 14. prosince – František Michael Šubíř z Chobyně, moravský šlechtic a úředník († 3. ledna 1738)
- ? – Karel František Tepper, zakladatel barokní fresky na Moravě († 14. listopadu 1738)

Svět
- 4. února – Johann Friedrich Böttger, objevitel výroby porcelánu († 13. března 1719)
- 1. dubna – Pierre-Joseph Thoulier d'Olivet, francouzský jazykovědec a překladatel († 8. října 1768)
- 15. dubna – Jan van Huysum, nizozemský malíř († 8. února 1749)
- 17. května – Bartholomew Roberts , velšský pirát († 10. února 1722)
- 17. června – Karel XII., švédský král († 30. listopadu 1718)
- 10. července – Bartholomäus Ziegenbalg, dánský protestantský misionář († 23. února 1719)
- 16. srpna – Ludvík Francouzský, vévoda burgundský († 23. února 1712)
- 20. října – Marie Krescencie Höss, bavorská řeholnice a mystička, katolická světice († 5. dubna 1744)
- 21. prosince – Calico Jack, anglický kapitán pirátů († 18. listopadu 1720)
- ? – Jacopo Amigoni, benátský malíř († 1752)
- ? – Henry Boyle, 1. hrabě ze Shannonu, britský šlechtic a státník († 28. prosince 1764)
- ? – Jean-François Dandrieu, francouzský hudební skladatel a varhaník († 17. ledna 1738)
- ? – Şehsuvar Sultan, manželka osmanského sultána Mustafy II. a matka sultána Osmana III. († 16. dubna 1756)

## Úmrtí
Česko
- 3. března – Humprecht Jan Černín, český šlechtic a diplomat (* 14. února 1628)
- 14. listopadu – Godefried Olenius, opat premonstrátského kláštera v Zábrdovicích (* 1611 nebo 1613)

Svět
- 18. února – Baldassare Longhena, italský architekt (* 1598)
- 19. února – Fridrich Hesensko-Darmstadtský, německý šlechtic a voják (* 28. února 1616)
- 25. února – Alessandro Stradella, italský barokní hudební skladatel (* 1. října 1639)
- 14. března – Jacob van Ruisdael, nizozemský barokní malíř (* 1628)
- 3. dubna – Bartolomè Esteban Murillo, španělský malíř období baroka (* 31. prosince 1617)
- 14. dubna – Protopop Avvakum, ruský pop, zakladatel pravoslavné sekty starověrců (* 20. listopadu 1621)
- 7. května – Fjodor III. Alexejevič, ruský car (* 9. června 1661)
- 6. srpna – Ján Sinapius-Horčička, evangelický kněz, spisovatel (* 1. listopadu 1625)
- 12. srpna – Louis Raduit de Souches, vojevůdce v třicetileté válce (* 16. srpna 1608)
- 8. září – Jan Caramuel z Lobkovic, španělský biskup, učenec, spisovatel, diplomat a válečník (* 23. května 1606)
- 12. září – Godefridus Henschenius, belgický jezuitský historik a hagiograf (* 21. června 1601)
- 19. října – Thomas Browne, anglický lékař, básník a filozof (* 19. října 1605)
- 23. listopadu – Claude Lorrain, francouzský malíř (* 1600)
- 29. listopadu – Ruprecht Falcký, vévoda z Cumberlandu, syn Fridricha Falckého, německý a anglický vojevůdce (* 17. prosince 1619)
- ? – Evlija Čelebi, osmanský cestovatel (* 25. března 1611)
- ? – Ngawang Lozang Gjamccho, tibetský dalajlama (* 1617)

## Hlavy států
- Anglie – Karel II. (1660–1685)
- Francie – Ludvík XIV. (1643–1715)
- Habsburská monarchie – Leopold I. (1657–1705)
- Osmanská říše – Mehmed IV. (1648–1687)
- Polsko-litevská unie – Jan III. Sobieski (1674–1696)
- Rusko – Fjodor III. (1676–1682) / Ivan V. (1682–1696) a Petr I. Veliký (1682–1725)
- Španělsko – Karel II. (1665–1700)
- Švédsko – Karel XI. (1660–1697)
- Papež – Inocenc XI. (1676–1689)
- Perská říše – Safí II.